# Cerapachys fuscior
Cerapachys fuscior é uma espécie de formiga do gênero Cerapachys.